# Tính quốc tế
Trong văn nghệ, tính quốc tế (tiếng Pháp: caractère international) là mối liên hệ qua lại giữa các nền văn nghệ dân tộc trong giao lưu quốc tế, thể hiện ở việc phẩm chất của các sáng tác thuộc nền văn nghệ của dân tộc này được các dân tộc khác thừa nhận, tham gia vào đời sống văn hóa của các dân tộc ấy.
Tính quốc tế của văn nghệ không phải chỉ là một phẩm chất của chính nó, mà còn là một khuynh hướng phát triển tất yếu của văn nghệ dân tộc. Không phải tính quốc tế càng cao thì tính dân tộc càng nhạt, mà cũng không phải tính dân tộc càng đậm thì tính quốc tế càng bị lu mờ. Tính quốc tế là một phẩm chất của tính dân tộc được phát triển cao, đạt được sự sâu sắc đến mức có thể soi sáng những vấn đề có tầm cỡ thế giới.
Tính quốc tế lấy tính nhân loại làm cơ sở nhưng không đồng nhất với tính nhân loại. Trong quá khứ, nếu văn nghệ dân tộc có được tính quốc tế do tính nhân loại mà nó đạt được một cách độc đáo, thì trong thời kì cận đại và hiện đại, tính quốc tế của văn nghệ còn phản ánh quá trình quốc tế hóa của đời sống chính trị, kinh tế, văn hóa của các dân tộc. Khi ấy tính quốc tế thể hiện ở những tác phẩm có nội dung và xu hướng nghệ thuật mà quốc tế quan tâm.